# Battlefield (Missouri)
Battlefield é uma cidade localizada no estado americano de Missouri, no Condado de Greene.

## Demografia
Segundo o censo americano de 2000, a sua população era de 2385 habitantes. 
Em 2006, foi estimada uma população de 3870, um aumento de 1485 (62.3%).

## Geografia
De acordo com o United States Census Bureau tem uma área de 
5,1 km², dos quais 5,1 km² cobertos por terra e 0,0 km² cobertos por água.

## Localidades na vizinhança
O diagrama seguinte representa as localidades num raio de 12 km ao redor de Battlefield. 